# Asienspiele 2014/Moderner Fünfkampf
Bei den Asienspielen 2014 in Incheon, Südkorea wurden am 2. und 3. Oktober 2014 vier Wettbewerbe im Modernen Fünfkampf ausgetragen, je zwei für Damen und Herren, davon jeweils ein Teamwettkampf.

## Herren

### Einzel
| Platz | Land | Athlet         | Fechten | Schwimmen | Reiten | Schießen/Laufen | Gesamtpunkte |
| ----- | ---- | -------------- | ------- | --------- | ------ | --------------- | ------------ |
| 1     | CHN  | Guo Jianli     | 250     | 331       | 286    | 584             | 1451         |
| 2     | KOR  | Jung Jin-hwa   | 225     | 339       | 293    | 586             | 1443         |
| 3     | JPN  | Shōhei Iwamoto | 225     | 316       | 297    | 585             | 1423         |

Die Wettkämpfe wurden am 3. Oktober ausgetragen.

### Team
| Platz | Land | Athlet              | Fechten | Schwimmen | Reiten | Schießen/Laufen | Gesamtpunkte |
| ----- | ---- | ------------------- | ------- | --------- | ------ | --------------- | ------------ |
| 1     | CHN  | Volksrepublik China | 900     | 1324      | 1130   | 2257            | 5611         |
| 1     | CHN  | Guo Jianli          | 250     | 331       | 286    | 584             | 1451         |
| 1     | CHN  | Han Jiahao          | 230     | 343       | 290    | 551             | 1414         |
| 1     | CHN  | Su Haihang          | 230     | 334       | 261    | 562             | 1387         |
| 1     | CHN  | Zhang Linbin        | 190     | 316       | 293    | 560             | 1359         |
| 2     | JPN  | Japan               | 830     | 1294      | 1133   | 2246            | 5503         |
| 2     | JPN  | Shinya Fujii        | 210     | 321       | 293    | 557             | 1381         |
| 2     | JPN  | Shōhei Iwamoto      | 225     | 316       | 297    | 585             | 1423         |
| 2     | JPN  | Tomoya Miguchi      | 200     | 328       | 292    | 556             | 1376         |
| 2     | JPN  | Yuzuru Okubo        | 195     | 329       | 251    | 548             | 1323         |
| 3     | KOR  | Südkorea            | 895     | 1341      | 839    | 2312            | 5387         |
| 3     | KOR  | Hwang Woo-jin       | 220     | 339       | 278    | 569             | 1406         |
| 3     | KOR  | Jung Hwon-ho        | 230     | 321       | 0      | 591             | 1142         |
| 3     | KOR  | Jung Jin-hwa        | 225     | 339       | 293    | 586             | 1443         |
| 3     | KOR  | Lee Woo-jin         | 220     | 342       | 268    | 566             | 1396         |

Die Wettkämpfe wurden am 3. Oktober ausgetragen.

## Damen

### Einzel
| Platz | Land | Athletin     | Fechten | Schwimmen | Reiten | Schießen/Laufen | Gesamtpunkte |
| ----- | ---- | ------------ | ------- | --------- | ------ | --------------- | ------------ |
| 1     | CHN  | Chen Qian    | 270     | 287       | 275    | 516             | 1348         |
| 2     | KOR  | Yang Soo-jin | 260     | 286       | 293    | 473             | 1312         |
| 3     | KOR  | Choi Min-ji  | 250     | 298       | 300    | 450             | 1298         |

Die Wettkämpfe wurden am 2. Oktober ausgetragen.

### Team
| Platz | Land | Athletinnen         | Fechten | Schwimmen | Reiten | Schießen/Laufen | Gesamtpunkte |
| ----- | ---- | ------------------- | ------- | --------- | ------ | --------------- | ------------ |
| 1     | KOR  | Südkorea            | 930     | 1165      | 1141   | 1884            | 5120         |
| 1     | KOR  | Choi Min-ji         | 250     | 298       | 300    | 450             | 1298         |
| 1     | KOR  | Jeong Min-a         | 210     | 295       | 285    | 470             | 1260         |
| 1     | KOR  | Kim Sun-woo         | 210     | 286       | 263    | 491             | 1250         |
| 1     | KOR  | Yang Soo-jin        | 260     | 286       | 293    | 473             | 1312         |
| 2     | JPN  | Japan               | 865     | 1114      | 855    | 1926            | 4760         |
| 2     | JPN  | Atsuko Itani        | 230     | 279       | 0      | 433             | 942          |
| 2     | JPN  | Narumi Kurosu       | 225     | 284       | 292    | 474             | 1275         |
| 2     | JPN  | Rena Shimazu        | 210     | 294       | 278    | 494             | 1276         |
| 2     | JPN  | Shino Yamanaka      | 200     | 257       | 285    | 525             | 1267         |
| 3     | CHN  | Volksrepublik China | 990     | 1148      | 567    | 2017            | 4722         |
| 3     | CHN  | Bian Yufei          | 220     | 296       | 292    | 471             | 1279         |
| 3     | CHN  | Chen Qian           | 270     | 287       | 275    | 516             | 1348         |
| 3     | CHN  | Liang Wanxia        | 265     | 286       | 0      | 520             | 1071         |
| 3     | CHN  | Wang Wei            | 235     | 279       | 0      | 510             | 1024         |

Die Wettkämpfe wurden am 2. Oktober ausgetragen.

## Medaillenspiegel
| Platz  | Land                | Gold | Silber | Bronze | Gesamt |
| ------ | ------------------- | ---- | ------ | ------ | ------ |
| 1      | Volksrepublik China | 3    | –      | 1      | 4      |
| 2      | Südkorea            | 1    | 2      | 2      | 5      |
| 3      | Japan               | –    | 2      | 1      | 3      |
| Gesamt | Gesamt              | 4    | 4      | 4      | 12     |